# 御長仲嗣
御長 仲嗣（みなが の なかつぐ、生没年不詳）は、平安時代初期の貴族。名は仲継とも記される。知太政官事・舎人親王の孫で、糾政尹・池田王の子とする系図がある。官位は従五位下・刑部少輔。

## 経歴
天平宝字7年（763年）父親と見られる池田親王が、自らの子女の内で母親が凶賊（橘奈良麻呂の乱の加担者またはその親族か）であった5名について、かつて皇籍から削除していたが戸籍がない状態となることを懸念して、御長真人姓を賜与されることを願って許されている。この時に仲嗣も御長真人姓となったか。
延暦14年（795年）丹後介の官職にあったが、国内に帳簿外の余剰稲46001束がある旨を言上する。これを受けて朝廷は続く者を勧奨するためにこの稲を仲嗣に与えることとした。
従五位下に叙爵の後、延暦25年（806年）伊豆守に任ぜられる。その後、大同3年（808年）左兵庫頭、弘仁2年（811年）刑部少輔と平城朝から嵯峨朝にかけて京官を歴任している。

## 官歴
『六国史』による。
- 天平宝字7年（763年） 8月19日：賜姓（御長真人姓）
- 時期不詳：正六位上
- 延暦14年（795年） 6月4日：見丹後国介
- 時期不詳：従五位下
- 延暦25年（806年） 2月10日：伊豆守
- 大同3年（808年） 6月24日：左兵庫頭
- 弘仁2年（811年） 4月24日：刑部少輔